# Ritskemooi

Nachstellung der Ritskemooi im Burener Strandgut- und Landwirtschaftsmuseum

Die Ritskemooi oder auch Rixt van het Oerd ist die Hauptfigur in einer Geschichte, die auf der niederländischen Insel Ameland spielt. Eine Statue im Zentrum des Ortes Buren erinnert an die Geschichte.

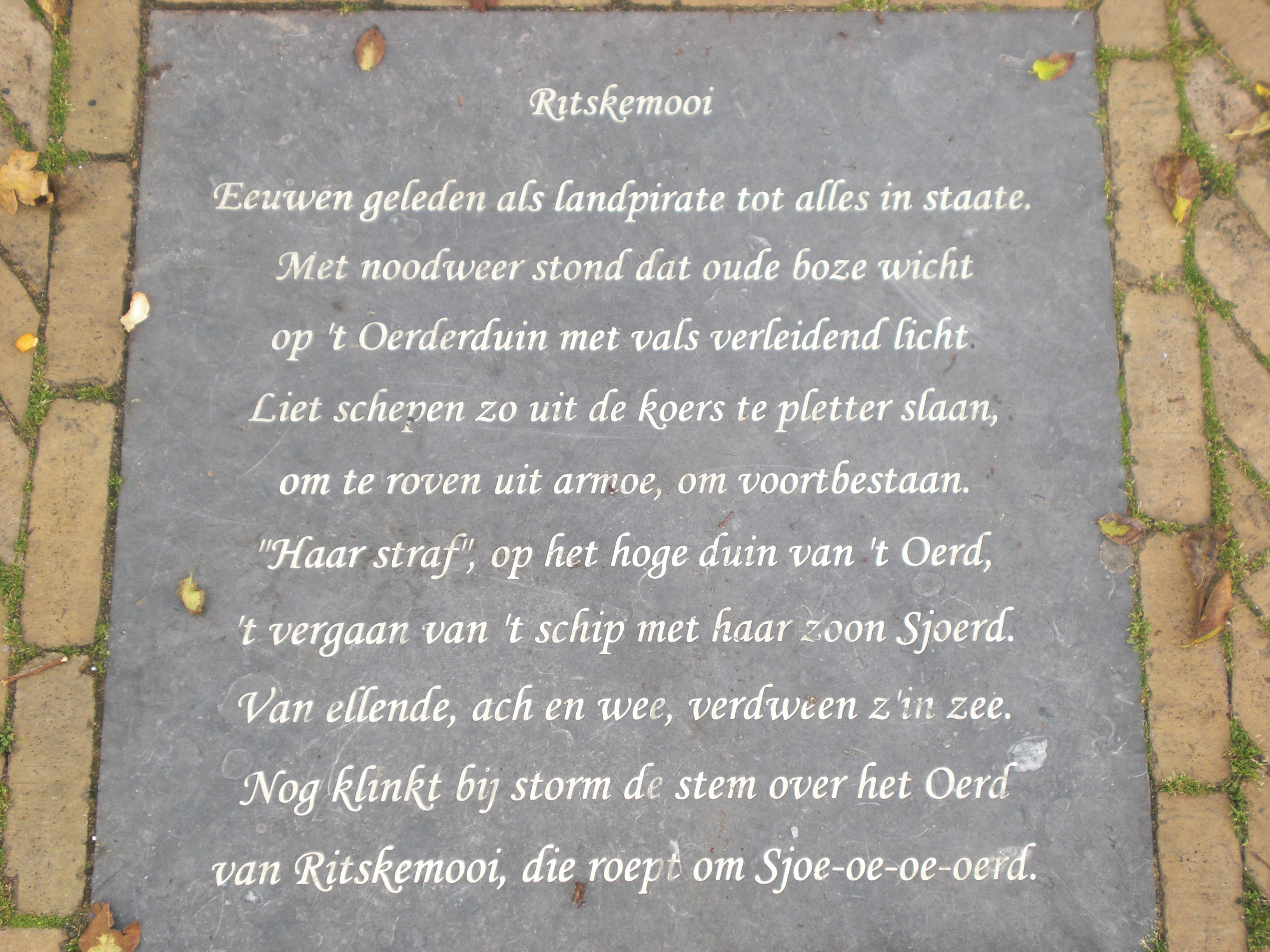
Marmorne Informationstafel am Fuße der Ritskemooi-Statue in Buren

Inhalt: In dem Ort Oerd soll einst die alte, bedürftige Fischerwitwe Rixt mit ihrem Sohn Sjoerd gelebt haben. Sie hielten sich mit der Milch ihrer Kuh und dem, was sie an Strandgut fanden, über Wasser, mieden jedoch die Dorfgemeinschaft. Als Sjoerd erwachsen war, wurde er Seemann und verließ Ameland. Eine Zeit lang konnte sich Rixt alleine durchschlagen, dann aber war immer weniger Strandgut zu finden. Die Seefahrt war sicherer geworden. Schließlich war sie so verzweifelt, dass sie in einer dunklen, stürmischen Nacht eine Laterne zwischen die Hörner ihrer Kuh band, sie auf die höchste Düne von Oerd trieb, um so den Schiffen einen sicheren Hafen vorzugaukeln. Ihre List gelang, tatsächlich lief ein Schiff auf eine Sandbank auf, kenterte und zerbrach in der Brandung. Sie sammelte alle Wertsachen und fand dabei einen der Seeleute, der einen Ring trug. Sie nahm den Ring an sich und blickte aus Neugier dem Seemann ins Gesicht und erkannte ihren Sohn Sjoerd. Seitdem soll sie noch immer über die Oerder Dünen geistern, wo man ihr "Sjoe-oe-oe-oerd" hören kann, wenn der Sturmwind über Ameland jagt.
Diese Geschichte ist historisch nicht belegt, aber ein fester Bestandteil des Ameländer Kulturgutes. Der häufig benutzte deutsche Begriff "Strandhexe" ist irreführend und wohl auf das klischeehafte Erscheinungsbild der Statue zurückzuführen.